# Cariera părăsită de lângă stația de cale ferată Șoldănești
Cariera părăsită de lângă stația de cale ferată Șoldănești este un monument al naturii de tip geologic sau paleontologic în raionul Șoldănești, Republica Moldova. Este amplasată pe versantul drept al văii râului Ciorna, la vest de stația de calea ferată Șoldănești și la nord de satul Olișcani. Are o suprafață de 1 ha, sau 12,86 ha conform unor măsurări mai recente. Obiectul este administrat de Primăria satului Olișcani.

## Descriere
Secțiunea geologică a carierei începe cu o rocă abundentă în scoici Melanopsis impressa, foarte rar întâlnite în Republica Moldova. Mai sus se află 1,2-1,5 m de depozite de marnă albă și roșiatică, cu cochilii de moluște (Mactra, Trochus etc.). Urmează un perete de calcar cu înălțimea de 10-12 m.

## Statut de protecție
Obiectivul a fost luat sub protecția statului prin Hotărîrea Sovietului de Miniștri al RSSM din 8 ianuarie 1975 nr. 5, iar statutul de protecție a fost reconfirmat prin Legea nr. 1538 din 25 februarie 1998 privind fondul ariilor naturale protejate de stat. Deținătorul funciar al monumentului natural era, la momentul publicării Legii din 1998, Întreprinderea Agricolă „Biruința”, dar între timp acesta a trecut la balanța Primăriei satului Olișcani.
Valoarea științifică a ariei protejate constă în prezența speciei rare Melanopsis impressa. Conform situației din anul 2016, cariera nu avea instalat un panou informativ.